# Beach handball ai Giochi mondiali sulla spiaggia
Il beach handball è stato inserito nel programma dei Giochi mondiali sulla spiaggia sin dalla prima edizione che si è svolta nel 2019. Sono previsti due tornei, uno maschile e uno femminile.

## Torneo maschile
| 2019 Dettagli | Doha | Brasile | 2 – 1 | Spagna | Svezia | 2 – 1 | Qatar |

## Torneo femminile
| 2019 Dettagli | Doha | Danimarca | 2 – 0 | Ungheria | Brasile | 2 – 0 | Vietnam |